# Abū Boqqāl
Abū Boqqāl (persiska: ابو بقال, ابو بقّال) är en ort i Iran.   Den ligger i provinsen Khuzestan, i den centrala delen av landet, 500 km sydväst om huvudstaden Teheran. Abū Boqqāl ligger 23 meter över havet och antalet invånare är 976.
Terrängen runt Abū Boqqāl är mycket platt. Runt Abū Boqqāl är det ganska tätbefolkat, med 144 invånare per kvadratkilometer. Närmaste större samhälle är Veys, 8,6 km öster om Abū Boqqāl. Trakten runt Abū Boqqāl består till största delen av jordbruksmark.